# Jean-Fernand Laporte
Jean Fernand Laporte, né le 29 juin 1898 à Bordeaux (Gironde) et mort le 5 septembre 1925 en Mer Méditerranée, était un aviateur français, pilote d’hydravion qui a battu plusieurs records durant l’Entre-deux-guerres.